# Augusto Ulloa y Castañón
Augusto Ulloa y Castañón (Santiago de Compostel·la, 28 d'abril de 1823 – Madrid, 26 de març de 1879) fou un polític i advocat espanyol.

## Biografia
Va néixer el 28 d'abril de 1823 a Santiago de Compostel·la.
Va iniciar la seva trajectòria política, fent un parèntesi en la seva carrera periodística, com a membre de la Unió Liberal. Després de la revolució de 1854 va ser elegit diputat a Corts per Chantada, i poc després fou nomenat Director general d'Ultramar i Subsecretari d'Estat. En aquest càrrec, va promoure la llei electoral per Cuba i Puerto Rico i les converses amb Anglaterra destinades a la retrocessió de l'Illa de Fernando Poo. Va ser ministre de Marina en 1863, i en 1864, ministre de Foment. Va prendre part en La Gloriosa i va votar a favor d'Amadeu I d'Espanya. Al maig de 1874 és nomenat ministre d'Estat. En 1878 ingressà com a acadèmic de la Reial Acadèmia de Ciències Morals i Polítiques.
Va morir el 26 de març de 1879 a Madrid.